# Янкулешть (Арджеш)
Янкулешть, Янкулешті (рум. Ianculești) — село у повіті Арджеш в Румунії. Входить до складу комуни Шуйч.
Село розташоване на відстані 155 км на північний захід від Бухареста, 52 км на північний захід від Пітешть, 116 км на північний схід від Крайови, 97 км на південний захід від Брашова.

## Населення
За даними перепису населення 2002 року у селі проживали 374 особи, усі — румуни. Усі жителі села рідною мовою назвали румунську.